# Josep Pena i Roca
Josep Pena i Roca (Montblanc, Conca de Barberà, 16 d'abril de 1825 – Barcelona, 22 de juliol de 1886) fou un jurista català, president de l'Acadèmia de Jurisprudència i Legislació de Catalunya.
Nascut en el si d'una família originària de Montblanc, i casat amb Carme Costa Álvarez (1845-1894), tingué tres fills i dues filles. Un dels seus fills, Joaquim Pena i Costa (1873-1944), fou un destacat musicòleg i crític musical. Pena i Roca destacà com a magistrat català. Va pertànyer al Col·legi d'Advocats de Barcelona, i a l'Acadèmia de Jurisprudència i Legislació de Catalunya, de la qual fou el seu president entre els anys 1875 i 1877, succeint en el càrrec a Estanislau Reynals i Rabassa, i sent succeït, al seu torn, per Amador Guerra i Gifre-Trobat. El gener de 1877, durant la sessió pública inaugural del curs acadèmic de l'Acadèmia, llegí el discurs titulat Observaciones sobre el recurso de casación.